# Tunatea longifolia
Tunatea longifolia là một loài thực vật có hoa trong họ Đậu. Loài này được (DC.) Kuntze miêu tả khoa học đầu tiên năm 1891.